# Carollia sowelli
Carollia sowelli là một loài động vật có vú trong họ Dơi mũi lá, bộ Dơi. Loài này được Baker, Solari, & Hoffmann mô tả năm 2002.